# Фаница Николоска
Фаница Николоска (на македонска литературна норма: Фаница Николоска) е юристка и политик от Северна Македония.

## Биография
Родена е на 12 август 1978 година в град Тетово, тогава във Федеративна народна република Югославия. Завършва право в Юридическия факултет на Скопския университет. На 15 юли 2020 година е избрана за депутат от Социалдемократическия съюз на Македония в Събранието на Северна Македония.